# Limavady (distrikt)
Limavady (iriska: Léim an Mhadaigh) var ett distrikt i Nordirland. Distrikt låg i grevskapet Londonderry. Huvudort var Limavady.
Floden Roe flyter igenom området som sträcker sig från Sperrinbergen i söder till Benonestranden vid Atlanten. Denna strand var den första i Nordirland som fick en blå flagga för sin goda vattenkvalité.
I samband med en distriktsreform i Nordirland 1 april 2015 slogs distrikten Ballymoney, Coleraine, Limavady och Moyle samman till distriktet  Causeway Coast and Glens. 

## Städer
- Ballykelly
- Dungiven
- Limavady